# 英雄傳說VII
《英雄傳說VII》是日本Falcom公司製作的角色扮演遊戲。本作為英雄傳說系列第七代作品，也是該系列第三期軌跡系列的第二系列作。由2010年推出的《英雄傳說 零之軌跡》與2011年推出的《英雄傳說 碧之軌跡》所組成。
- 2010年《英雄傳說 零之軌跡》獲得PlayStation Awards 2010玩家最愛大獎[7]和法米通2010年度優秀獎第五位[8]。
- 2011年《英雄傳說 零之軌跡》榮獲2011日本遊戲大獎優秀獎；《英雄傳說 碧之軌跡》榮獲2011未來部門獎[9][10]、PlayStation Awards 2011玩家最愛大獎[11]。

相關作品簡稱
| 『Ⅶ』  | ：「零之軌跡」與「碧之軌跡」的統稱 |
| 《零》 | ：英雄傳說 零之軌跡                |
| 《碧》 | ：英雄傳說 碧之軌跡                |

## 概要
延續《英雄傳說VI 空之軌跡》，以虛構能源「導力」架構出獨特科技的世界觀。其中位於塞姆利亞大陸西部，在埃雷波尼亞帝國與卡爾瓦德共和國之間的自治州克洛斯貝爾作為《英雄傳說VII》系列舞台。描述克洛斯貝爾警察所屬部門特務支援課的年輕主角群們如何「跨越障壁」並「希望在相同時代一起活下去」的故事。
- 《英雄傳說VII》的故事由前篇《英雄傳說 零之軌跡》與後篇《英雄傳說 碧之軌跡》組成，合稱為英雄傳說系列第七代作品[12]。承襲《英雄傳說VI 空之軌跡》系列的世界設定、遊戲系統等。（詳細設定請參考：軌跡系列）
- 在前一系列作的《空之軌跡SC》開始，英雄傳說系列的代號不再出現在標題上。因此Falcom曾經為了此取消代號的措施，在《英雄傳說 零之軌跡》發售時，特別於官方Twitter上說明此確定為英雄傳說系列第七代作品[6]。
- 英雄傳說系列過去皆發布在個人電腦Microsoft Windows平台；不過從本作《英雄傳說VII》開始改在PlayStation Portable平台上推出。
- 而後個人電腦Microsoft Windows平台版本在英特衛的極力請求下，欢乐百世決定取得代理並負責移植與進行高畫質重製[13]。
- 2017年1月，Microsoft Windows平台版本的《英雄傳說 零之軌跡》與《英雄傳說 碧之軌跡》經曾由歡樂百世提交到Steam青睞之光[14][15]。但在月底，這兩款遊戲在Steam青睞之光上被撤銷，可能是由於歡樂百世與Falcom對此還沒有達成共識。
- 2019年12月，Falcom官方宣布將PSP版本移植至PlayStation 4平台，同時搭載主線劇情全語音[16]。

### 零之軌跡
2010年9月30日《英雄傳說 零之軌跡》在PSP平台上推出。為英雄傳說系列第九部作品，軌跡系列第四部作品，『Ⅶ』的前篇。也是英雄傳說系列第一次在掌上遊戲機上開發的作品。主題是「跨越障壁」，這個主題的信念也被續編所承襲。
- 由《伊蘇7》插圖繪師榎波克己擔當本作人物繪製[18]。不過負責的部分只有依照Falcom提供的人設繪製人物插圖，人物設定的部分並沒有參與[19]。
- 日文版最初只有PSP版並沒有在PC上推出，不過中文版本在得到授權後，於2011年推出PC版[20]。
- 日文PSP版統計銷量約為16萬套[21]。中文PC版統計銷量約為8萬套（截至2011年12月）[22]。
- 2012年10月18日，移植版本《英雄傳說 零之軌跡 Evolution》在PlayStation Vita上推出。由Pyramid負責開發，角川遊戲發行。遊戲是以PSP版原作為基礎，大幅翻新語音、圖像、音樂、動畫、劇本等內容的強化移植版[23]。遊戲封面由榎波克己繪製[24]。
- 2013年6月14日，Falcom將《英雄傳說 零之軌跡》高畫質中文版本，製作為日文版對應Windows8平台發售[25]。
- 2019年12月，Falcom宣布PS4移植版本《英雄傳說 零之軌跡：改》將於2020年4月23日季發售。
- 2022年9月27日-高清化英文版《零之轨迹》2022版发售，平台为Switch/PS4/Windows，发行商为NIS America，这是《英雄传说VII》第一次推出官方英文版。

### 碧之軌跡
2011年9月29日《英雄傳說 碧之軌跡》在PSP平台上推出。為英雄傳說系列第十部作品，軌跡系列第五部作品，『Ⅶ』的後篇。為FALCOM創立30周年紀念作，繼承了《零》的主題「跨越障壁」，《碧》的主題為「跨越障壁，希望在相同的時代一起活下去」。
- 關於作品標題，也曾經考慮過如同《空之軌跡SC》一般的形式以「第2章」的英文簡寫「SC (Second Chapter)」命名為《零之軌跡SC》。不過認為「SC」無法展現本作故事意象「無限的可能性」；另外，《零》也給人以藍色為代表的印象，因此決定使用比藍更深更廣的「碧」這個字作為本作標題[29]。
- 《零》擔當插圖繪師的榎波克己，由於事務繁忙辭退了本作的人物繪製工作，由Falcom內部員工接手[30]。而後日程有了餘裕的情況下，又再次加入幫忙繪製封面的工作中[31]。
- 除了普通版本以外，附DramaCD版與包含角色黏土人模型的限量版也同時推出[4][5]。
- 日文PSP版統計銷量19萬4940套（截至2012年1月，含限定版）[32]。
- 移植版本《英雄傳說 碧之軌跡 Evolution》於2014年6月12日在PlayStation Vita上推出。
- 2019年12月，Falcom宣布PS4移植版本《英雄傳說 碧之軌跡：改》將於2020年5月28日發售。
- 2023年3月15日-高清化英文版《碧之轨迹》2023版发售，平台为Switch/PS4/Windows，发行商为NIS America，此版本包含《碧之軌跡 改》的新增内容。

## 發表歷史

零之軌跡 遊戲封面

碧之軌跡 遊戲封面

- 2007年 6月28日-在《英雄傳說 空之軌跡 the 3rd》結尾，出現了「To be continued... The Legend of Heroes VII.」預告續作的決定。
- 2007年11月14日-《英雄傳說Ⅶ》正在開發[33]。
- 2010年 4月23日-《英雄傳說 零之軌跡》將會在PSP平台販售[1]。
- 2010年 4月26日-Falcom官網推出「《零之軌跡》你來出演？」活動，截止日期為2010年5月31日[34]。
- 2010年 6月 3日-《零之軌跡》男女主角將會在PSP遊戲《伊蘇vs.空之軌跡》中登場[35]。
- 2010年 9月30日-《英雄傳說 零之軌跡》發售。
- 2010年12月21日-《零之軌跡》的續編將會在2011年發布[28]。
- 2011年 3月 3日-《英雄傳說 零之軌跡》發布免費體驗版本
- 2011年 3月24日-《電擊PlayStation》vol.492揭露《英雄傳說 碧之軌跡》在2011年9月29日銷售預定，同日公開碧之軌跡預告PV[4][5]。
- 2011年 9月29日-距離前作正好滿一年，《英雄傳說 碧之軌跡》發售。
- 2012年 2月 9日-宣布在PSV平台發表《英雄傳說 零之軌跡 Evolution》。Pyramid負責開發，角川遊戲發行[36]。
- 2012年10月18日-《英雄傳說 零之軌跡 Evolution》發售。
- 2013年6月14日-《英雄傳說 零之軌跡》Windows8版本發售。
- 2013年7月11日-宣布在PSV平台發表《英雄傳說 碧之軌跡 Evolution》。預定於2014年推出。
- 2014年6月12日-《英雄傳說 碧之軌跡 Evolution》發售。
- 2014年9月25日-本作主角羅伊德在同系列後作《英雄傳說 閃之軌跡2》以外傳主角的形式登場。
- 2019年12月18日-宣布在PS4平台發表《英雄傳說 零之軌跡：改》與《英雄傳說 碧之軌跡：改》。
- 2020年4月23日-《零之軌跡 改》發售。移植開發商為スタジオアートディンク。
- 2020年5月28日-《碧之軌跡 改》發售。移植開發商為スタジオアートディンク。
- 2022年9月27日-高清化英文版《零之轨迹》2022版发售，平台为Switch/PS4/Windows，发行商为NIS America，这是《英雄传说VII》第一次推出官方英文版。
- 2023年3月15日-高清化英文版《碧之轨迹》2023版发售，平台为Switch/PS4/Windows，发行商为NIS America，此版本包含《碧之軌跡 改》的新增内容。

## 遊戲系統
本作系統大多承襲至前作。

詳細請參考：軌跡系列 系統

### 劇本組成
分為推進遊戲的主要劇情，與不影響主要劇情的支線劇情。
零／碧
克洛斯貝爾特務支援課主角群們，一邊處理各項任務一邊使劇情向前推進。接下的任務全部被記載在搜查筆記本內。完成任務後的報酬包含了獎金和增加DP（Detective Point，搜查功績），DP累積到一定程度的話可以提升搜查官的階級。任務大略分為搜查任務和支援請求的兩大種類。
搜查任務
與《空之軌跡系列》的主要委託相同，為推進故事劇情必須解決的任務。
支援請求
相當於《空之軌跡系列》的次要委託，原則上是不影響主線劇情推進的支線任務。但一部分的支援請求會是解決搜查任務的一環而必須處理。主要在特務支援課的終端確認承接，不過也有與居民的會話觸發的隱藏任務請求存在。

### 場景
與前作同樣的3D場景，但場景視角被固定，前作的轉換視點功能被廢止。根據下列的方式縮短移動時間。
移動方式

滿足一定的條件後無論什麼方式能使用；不過遭遇特定的地圖、故事流程與任務對話，也有一定限制與不同。
步行
最基礎的移動方式。在某些特定的情況下會成為唯一的移動選項，在某些只有步行可抵達的地圖內也會有特殊對話。
地圖移動
使用克洛斯貝爾市內地圖，選擇地點則可瞬間移至該區域。只限市內可使用。
交通工具
各地車站或指定交通工具，指定目的地可移動至當地。是連結克洛斯貝爾市內與室外的移動手段，不能在市內地圖移動。巴士以外的交通工具有休息恢復的功能。
巴士
調查巴士停靠站牌即可使用。以克洛斯貝爾市向東西南北共有四條路線但不互通，只能抵達有公車站牌處。
導力車
移動地點多同於巴士。但與巴士不同的是可以移動到市內的特務支援課附近的地圖，也沒有路線的限制，也會在特殊情況下增加移動地點。
在《零》中能短暫使用警備隊的輕裝甲機動車。到了《碧》特務支援課有了專屬導力車，可在全章節內使用。
飛艇
基本的使用方法與導力車一樣,不過可以移動的地點與導力車不同。只在《碧》的終章可以使用。
場景動作

在地圖上操作角色從敵人後方接觸可進行先制攻擊；也能在後方進行攻擊動作，成功的話可使敵人暈眩且在一定的時間內限制其行動，此時與之接觸必定成為奇襲攻擊。如果再操作角色的等級與敵人的差距過大，可以直接在地圖上消滅敵人不需進入戰鬥場面。

### 戰鬥
詳細請參考：軌跡系列 戰鬥系統
沿用《空之軌跡系列》中以行動順序作為主軸的「AT戰鬥系統」。
《零》將前作中的連鎖戰技（Chain Craft）取消，改由AT戰鬥系統中的獎勵「TEAM RUSH」代替。並增加了組合戰技（Combination Craft）與支援戰技（Support Craft）。《碧》則在AI戰鬥系統中新增了爆靈（BURST）指令。

### 戰術導力器
詳細請參考：軌跡系列用語列表 戰術導力器
《零》使用的新型導力器「Enigma」與《空之軌跡系列》所使用的「Orbment」導力器功能並無太大差異；但可在設有導力網路的地點使用通訊功能。

《碧》中使用的「Enigma II」在中央插槽使用了新型結晶迴路核心迴路（Master Quartz），不再有人物屬性限制，自由度大增。

### 料理
詳細請參考：軌跡系列 料理
大略沿用《空之軌跡系列》的料理系統，但是在本作中可選擇各角色進行料理，每位角色擅長的料理類型也有所不同。

### 實績
本作的實績因應主角為警界搜查官的身分，稱為DP（Detective Point，搜查功績）。
在遊戲第一輪中解決各項任務後可取得實績，第二輪會有限定的魔獸和不同的對話以及發展不太一樣的任務。實績的分數也可以在遊玩續作時繼承，依實績分數的不同而有各種獎勵。

## 故事
- 零之軌跡

塞姆利亞大陸西部的克洛斯貝爾自治州，由於位處帝國與共和國之間，長期為兩大強權間反覆發生的激烈領土爭端所苦。在兩大強國與利貝爾王國簽訂非戰協定後，緊張情勢獲得緩和，讓地理位置優越的克洛斯貝爾成為全大陸經濟發展最快速繁榮的都市。
然而在共和國與帝國在背後刻意操作之下，自治州政府內派系對立且貪汙腐敗；各種犯罪行為與組織受大量利益吸引而來，在地下社會裡大肆活躍。面對每況愈下的治安，警察機關卻毫無作為，失望的市民轉向游擊士協會求助。克洛斯貝爾因此得到了光與影並存的「魔都」之稱。
這樣的情勢下，失去市民信賴的克洛斯貝爾警察，實驗性的成立了正規體制外單位「特務支援課」。彙集了新人搜查官羅伊德·班寧斯，市長孫女艾莉·麥克道爾，年輕的魔導杖測試員緹歐·普拉托以及原警備隊員蘭迪·奧蘭多，希望藉由這四位年輕人攜手重新取回市民的信賴。
這是一個描繪想要跨越阻礙的年輕人們，以及生活在大都市的光與闇之間的人們的故事。
- 碧之軌跡

《零》的事件結束後，自治州政界重新整肅；在新市長的帶領下，克洛斯貝爾迎來了改善的契機。雖然成功的解決了事件，但特務支援課的四人深感能力的不足，因此特務支援課暫時解散，四人也各自前往不同的地方進修增進實力。
數個月後，結束進修的羅伊德與艾莉，以及新加入的警備隊上士諾艾兒·希卡和原聖書會首領瓦奇·赫密士菲亞，四人重新啟動了新生·特務支援課，而蘭迪和緹歐也在不久後結束各自的進修回歸。
然而來自帝國與共和國的侵略壓力開始步步進逼；大陸最強的獵兵團「赤色星座」的到來，與東方犯罪組織「黑月」展開了明爭暗鬥；以及謎樣的結社「噬身之蛇」也開始在此暗中活動著；眾多的勢力懷抱著各自不同的目的，皆往克洛斯貝爾這塊命運之地聚集。以此混亂情勢為導火線，即將掀起一場席捲全大陸的動亂。
而前作中許多尚未解開的謎團與無法解釋的疑點，真相都將要在此揭曉。

### 章節
零之軌跡
- 序章 　特務支援課
- 第一章 神狼們的午後
- 第二章 金之太陽、銀之月
- 第三章 克洛斯貝爾創立紀念慶典
- 間章　 琪雅
- 第四章 悄然襲來的睿智
- 終章 　克洛斯貝爾最漫長的一日

碧之軌跡
- 序章　 Ｄ之残影
- 第一章 预兆～新的生活
- 第二章 西塞姆利亞通商會議
- 間章　 短暂的休息
- 第三章 胎动～众兽的狂欢节
- 第四章 命运未卜的克洛斯贝尔
- 斷章　 跨越虚幻的乐土
- 終章 　即使如此，我们也……

## 世界設定
在此只介紹故事中曾出現之國家、地區場景。

詳細請參考：軌跡系列用語列表 世界情勢
本作以被稱作「魔都」商業貿易都市「克洛斯貝爾市」為中心，圍繞在克洛斯貝爾自治州為主要舞台。本作時間軸上皆在七耀曆1204年，《零》故事結束於6月；《碧》故事開始於8月。

### 克洛斯貝爾自治州
克洛斯貝爾自治州（Crossbell State）
本作品的舞台。在位於塞姆利亞大陸西部的自治州。由於位處埃雷波尼亞帝國與卡爾瓦德共和國之間，在《零》故事開始的70年前以兩國為共同宗主國成立，兩國在此享有治外法權。地理位置優越以及領內的瑪因茲礦山蘊有豐富七耀石，長期為兩大強權覬覦與引起爭亂之地，屢次接近成為兩國戰爭的導火線。國際間以「克洛斯貝爾問題」描述此狀況。
在七耀曆1202年利貝爾王國提倡的不戰協議被簽訂之後，克洛斯貝爾的緊張局勢也被緩和。但依舊被限制不能擁有軍隊，只能成立國土警備隊；而治安維持只有官方的警察機構與民間的游擊士協會。

#### 克洛斯貝爾市
克洛斯貝爾市（Crossbell City）
克洛斯貝爾自治州中央城市。作為大陸少數的貿易城市，同時擁有鐵路和飛艇的交通設施。

近年由於受惠於不戰協議的簽訂而急速成長，導力網路等先進的的技術也蓬勃發展著。
市內有著廣大的地下空間，以內建立了規模龐大的下水道與導力網路電纜。
但由於兩大國強壓的治外法權，暗地裡帝國與共和國的諜報員的活動，從國外進入的犯罪組織鬥爭等，
自治州法律皆無法可管，被他國稱作「魔都」。
市內區域
克洛斯貝爾車站（Crossbell Station）
和橫斷塞姆利亞大陸的鐵路網接軌的大型車站，有許多人在此進出自治州，是克洛斯貝爾的大門。
由於是個象徵著克洛斯貝爾的經濟貿易支柱的地方，帝國和共和國都有派遣臨檢官員長駐在這裡。
中央廣場（Central Square）
位於克洛斯貝爾市的中心腹地，是個人來人往、車水馬龍的大廣場。
在這裡可以找到各式各樣的店鋪。從百貨公司、餐廳到導力器商店、武器商會等眾多設施都坐落在這裡。
行政區（Governmental District）
克洛斯貝爾市長、議員以及各級政府官員在此辦公的政府機關林立的市區域。
自治州的議會長年以來一直都陷在牽扯到眾多派系的深沉政治權力鬥爭的泥淖中。此外，克洛斯貝爾警察本部也設立在此區。
蘭花塔（Orchis Tower）
《零》在建造中，直到《碧》才完工的新克洛斯貝爾市政府大樓。
位址在克洛斯貝爾市的北側，行政區的隔壁。是塞姆利亞大陸上第一座超高層建築。
是一棟共有40層樓的嶄新大樓，除了能主持自治州的行政事務之外，內部還設有國際會議廳及貿易中心。落成後將成為具備擔任西大陸經貿政治中心之機能的行政機關。
這項遠大的建設計畫在克洛斯貝爾的新市長，原IBC總裁－迪塔·庫羅伊斯上任後迅速邁向完工，並在國際會議舉辦前對來訪的外賓發表。
港灣區（Waterfront Area）
包括IBC銀行總部以及克洛斯貝爾時代週刊社等，興建了眾多企業辦公大樓的克洛斯貝爾商業街區。
因為從這裡的公園可以眺望艾魯姆（エルム）湖的美景，而成為了被市民所喜愛的休閒場所。
這裡也是通往湖對岸的高級療養地米修拉姆的水上巴士的出發點。
舊市區（Downtown）
自從自治州經濟快速發展起來後，就被迅速開發的都市所遺忘的日漸沒落的城市角落。
是個沒有半點繁華榮景的寂靜街區。在這裡有一間能夠交易在地下市場裡流通的物品的違法商店－交換屋。這裡大半的生意都是違法的或是遊走在法律邊緣。另外也有兩個互相對立的少年幫派設立在這裡。
歡樂街（Entertainment District）
觀光賭場和高級飯店林立，吸引了無數觀光客的的繁榮觀光街區。
號稱大陸上舞台劇演出人氣最高的劇團－《彩虹劇團》 也坐落在此。定期公開發表的新戲劇演出無不使克洛斯貝爾市民萬分期待。
東街（The East Street）
是由來自東方的移民共同建立的濃厚異國風情街道。
這裡有供應道地東方料理的酒店和旅社，也有眾多緊密相連的露天商店。克洛斯貝爾遊擊士協會也位在這個街區的一角，在這裡聚集了許多優秀的年輕遊擊士，甚至不乏名列A級的有名人物。
西街（The West Street）
林列著許多住宅和公寓的城市西方主要幹道，是個住宅區。
在這裡可以找到西點咖啡店和雜貨店，同時這裡也是男主角羅伊德出生成長的地方。
住宅區（Residential Street）
位在城市西北方的閒靜高級住宅街區。
到處都是政治家或是貿易商的氣派豪宅，克洛斯貝爾大聖堂則位於由此區北邊出口延伸出去的道路上。
後巷（Back Street）
夾在歡樂街區和中央廣場間的狹窄地段。
外部區域是酒廊等林立的生人勿近區域，深處的一角則是支配了克洛斯貝爾地下世界的黑手黨的地盤。
地下空間（Geo-Front）
這是位在克洛斯貝爾市地下的巨大設施空間。
打從20年前的都市發展計劃就開始施工建設，共可分為A、B、C、D四個區域。至今已經增設了上水道、下水道、垃圾處理設施，以及導力纜線等各種設備。但是因為位於地底下，不屬於市政府當局的管轄範圍而成為有危險魔獸徘徊的危險區域。

#### 市外區域
阿爾摩利卡村（Armorica Village）
位於自治州東北部的一個居民主要以農業、畜牧、養蜂維生的美麗小村子。
由於有豐富的水源、廣闊的花田以及源於中世紀的古道等人文美景，近年來逐漸吸引外來觀光客及厭煩了大城市的喧囂的市民們到此遊玩散心。村莊也越來越熱鬧。
目前已有從村莊直達克洛斯貝爾市的導力巴士，每兩小時有一班車。
礦山鎮瑪因茲（Mainz）
位於自治州西北部的山岳地帶的一個以七耀石礦藏採掘為經濟命脈的礦山鎮。
就算是在原本就以優質七耀石礦產著稱的克洛斯貝爾，這兒出產的七耀礦石也是上上之選。雖然由於近年來金融貿易業的迅速強勢發展，使得採礦業的榮景不如以往。但儘管如此，礦石出產量仍然未見下降。來自外國的訂單仍是如雪片般接踵而來。
克洛斯貝爾警察學校（CPS(Crossbell Police School)）
地址位於自治州西南部，ノックス森林地區的警察培訓學校。
在這裡除了一般員警的培訓外，還能學習到警用車輛的駕駛技術、鑑識課人員專業技能以及搜查官資格養成。校園內除了教學設施外，還另設有拘留所和警備隊演習場等各式行政設施。
貝爾加德門（Bellguard Gate）
位於自治州西部的邊境關卡。
主要由克洛斯貝爾警備隊司令鎮守，負責防範及檢查來往埃雷波尼亞帝國與克洛斯貝爾兩地的旅行者。
唐古拉姆門（Tangram Gate）
位於自治州東部的邊境關卡。
主要由克洛斯貝爾警備隊副司令鎮守，負責防範及檢查來往卡爾瓦德共和國與克洛斯貝爾兩地的旅行者。
聖烏爾斯拉醫科大學（St.Ursula Medical College）
位於自治州南部，設立在艾魯姆湖畔的現代醫療研究大學。
附設有相當大規模的醫療設施，是一所連小孩子都知道的，不論是克洛斯貝爾市民還是外國的重症患都很喜歡來這裡接受治療的醫學中心。
從克洛斯貝爾市搭乘導力巴士只需要30分鐘左右就能到達，因此市民往來看診非常便利。
療養地米修拉姆（Michelam）
位於克洛斯貝爾東南方，艾魯姆湖對岸。自古以來就已經存在的渡假勝地。
是許多克洛斯貝爾的貴族或是資產家的別墅所在地。近年來經由IBC的投資開發，在這裡建成了觀光休閒飯店及許多高級拱街，也完成了大型主題公園的建設。成為了極為受到矚目的新觀光地帶。
可以從克洛斯貝爾市的港灣區搭乘水上巴士來往於此地。
米修拉姆遊樂園（MWL(Michelam Wonder Land))）
建造在克洛斯貝爾市內的艾魯姆湖對岸的高級療養地上的大型主題公園。
園內有大型摩天輪、雲霄飛車等各式各樣的遊樂設施和景點，以及廣受遊客喜愛的貓型吉祥物「咪西」。和歡樂街區的彩虹劇團並列為最受矚目與喜愛的克洛斯貝爾觀光勝地。
星見之塔（The Tower Of Stargaze）
位於克洛斯貝爾西南方。傳說為古代鍊金術師所建，存放著大量古文書的古代遺跡。
月之僧院（The Temple Of Moon）
位於克洛斯貝爾西北方，古代寺院的遺跡。
古戰場(太陽堡壘)（The Ancient Battlefield(The Fort of Sun)）
位於克洛斯貝爾東北方。古代戰場遺跡，深處是太陽堡壘。

### 其它國家、地區
卡爾瓦德共和國
阿勒泰爾市（Altair City）
位於卡爾瓦德共和國最西方的港灣都市。
因為都市坐落在大河キュレー旁，運輸非常便利，物流和商業頗為興盛。
從克洛斯貝爾市搭乘火車不用一個小時便能抵達，因此在兩個商業都市間有許多商人來來去去。
埃雷波尼亞帝國
加雷利亞要塞（Garelia Fortress）
位於埃雷波尼亞帝國東部邊境，是在山岳地帶開鑿山壁建造成的大型軍事要塞。
自古以來始終堅守住卡爾瓦德共和國對帝國的侵略，以銅牆鐵壁的防禦力著稱的軍事重地。
近年來要塞新增了強力武裝－擁有超乎常識的破壞力，射程可直擊克洛斯貝爾市的「列車砲」。讓橫跨帝國、共和國及克洛斯貝爾自治州三方勢力的地區之軍事緊張情勢直線上升。

### 組織
詳細請參考：軌跡系列用語列表 組織
克洛斯貝爾警察局（Crossbell State Police Department）
在沒有設立軍隊的克洛斯貝爾自治州，警察就是這裡長久以來負責維持都市治安的主力。
然而多年來一直深受州議會中帝國和共和國兩大派的挾制，不但無法懲治貪汙瀆職的政府官員和議員，對那些和議會中的重量級議員有良好關係的黑手黨也是束手無策。至於外來的犯罪組織更是因治外法權限制而毫無辦法。因為效能如此的不濟，現在的克洛斯貝爾市民早已對警方信心盡失，幾乎只會向遊擊士協會求助。警界為了挽回顏面並重獲市民對他們的信任，才在近日實驗性的成立了新單位－「特務支援課」。
特務支援課（Special Support Section (S.S.S)）
本作主角們所屬的，克洛斯貝爾警察局最新成立的新單位。
是個為了挽回警界顏面並重獲市民對他們的信任而成立的部門。和一般多經手刑事案件的其他警察不同，這個部門主要負責在第一線處理市民的要求或委託的任務。因為負責的工作性質和一般警察是大相逕庭，這個新部門在警察隊內被當成了下下籤的存在，更有不少警員直接嘲笑這個部門只是個「愚蠢的遊擊士模仿秀」而已。正因為如此，目前課內可說是沒有任何志願入隊者，從領導上司到新課員都是有特殊背景的人物。
遊擊士協會（Bracer's Gulid）
以維護和平與保護平民百姓為最高宗旨的遊擊士所屬的民間團體。
支部已遍及整個塞姆利亞大陸。雖然有不能干涉他國內政的規定，但是在國際事務上的影響力和發言力仍是無可忽視，甚至不會輸給七耀教會。零之軌跡中的克洛斯貝爾支部由於所處位置特殊，需要處理許多有關國際事務的任務。因此，這裡的遊擊士大多是一時之選的優秀人才。
其中大陸最強的A級遊擊士「風之劍聖」更是克洛斯貝爾市民心目中的英雄。
七耀教會
信奉「空之女神愛德絲」的宗教組織，也是塞姆利亞大陸中信徒最多的宗教。
教會在「大崩壞」後不久創立，建立後帶領民眾走過了混亂的時代。七耀教會本部位於亞爾特利亞法典國，而負責古代遺物回收及保管的星杯騎士團也是隸屬於七耀教會。七耀教會底下目前已知還分有負責祭祀儀式的「典禮省」、負責古代遺物管理及回收的「封聖省」、擔當都市防衛任務的「僧兵廳」等。
導力革命之後，教會的影響力逐漸降低。不過在當今的社會中，教會仍在學術、教育、醫療等領域中擔負著啟蒙和指導民眾的重任。
爱普斯泰恩財團（Epstein Foundation）
由在半世紀前開啟了「導力革命」的天才學者－愛普斯泰恩博士的多位嫡傳弟子一同創立的導力技術財團。
繼承了愛普斯泰恩博士的遺志，希望能「讓導力技術在大陸上更為普及，並帶給更多人和平安逸的生活。」財團裡聚集了來自全大陸的優秀學者和技師，通信和情報處理能力堪稱大陸第一。導力技術的研究開發自然也不在話下。目前是唯一掌握了「戰術導力器」生產方法的製造商，目前正在開發劃時代的新武器－魔導杖。
克洛斯貝爾國際銀行
這是克洛斯貝爾最大的一家銀行，不論是資金管理還是投資營運能力都沒話說。
長年以來，一直支持著國際金融、經濟市場的發展。在自治州內也有大規模的投資開發，金融商品的開發也很活躍。是愛普斯泰恩財團的大金主，對「導力網路計畫」投入了龐大的資金支持。
彩虹劇團
據點設立在克洛斯貝爾市內歡樂街區的大型專業劇團。
以其精緻、華麗的舞台劇而聞名的大型表演劇團。因為華麗的舞台設備、精彩驚奇的動人演出，再加上近年來紅遍周圍各國的第一號女主角－「炎之舞姬」伊莉雅·普拉提耶，已經成為名聲傳遍整個大陸的一流劇團。但是，就在最新作發表的期間，竟發生劇團收到恐嚇信的事件…。
魯巴徹商會（Revache & Co.）
統治着克洛斯貝爾自治州地下世界的巨大黑幫組織。
從許多年前就開始以與帝國和共和國間的秘密地下交易斂財。現在更是明目張膽的幹著武器走私、買賣贓物、黑金洗錢等非法勾當。因為與議會中的重量級議員有良好的交情，警方幾乎沒有辦法調查他們的惡劣罪行。就算成員被捕，也總是在短時間內就能得到保釋。
黑月貿易公司（Heiyue Trade Company）
設立在港灣區金融街上的東方風貿易公司。
表面上是家很正常的公司，事實上卻是共和國巨大犯罪組織「黑月」的分屬機關。社員中有不少武藝達人，目前以「黑月」的年輕幹部曹‧李（ツァオ・リー）為領導。為了爭奪克洛斯貝爾的地下世界霸權，未來勢必將與魯巴徹商會展開激烈的對抗。
劍蛇幫（SabelViper）
盤據在克洛斯貝爾舊市街區的不良少年幫派。
目前以頭領瓦魯多（ヴァルド）為首，旗下聚集了許多血氣方剛的好戰年輕人。幫派的根據地是由廢棄的車庫改裝而成的夜總會「伊格尼斯（イグニス，ignis）」。每天過著和敵對集團「聖書會」有著小摩擦的生活。
聖書會（Testaments）
盤據在克洛斯貝爾舊市街區的另一個不良少年幫派。
整個組織是以類似宗教團體的形式維繫在一起。首領是有著清晰頭腦的知性派神秘少年瓦奇（ワジ）。活動據點設在有供應雞尾酒和台球消遣的台球場「崔尼蒂（トリニティ，Trinity）」。
D∴G教團
否定女神存在的瘋狂宗教集體。
過去從各國綁架誘拐大量的孩童進行稱作「儀式」的殘忍人體實驗。
因其過於激進邪惡的行為，《零》的五年多前遭到各國軍隊、警察、游擊士協會組成聯合陣線進行教團壓制作戰；而結社和七耀教會的星盃騎士團也各自派遣了部隊進行殲滅教團活動。

### 技術
艾尼格瑪（Enigma）
愛普斯泰恩財團最新開發並已發表的「第五代戰術導力器」的代稱。和前一代相比，雖然一樣是七個結晶孔，卻能發動數十種更強力的新魔法。同時還搭載了通訊功能，可以作為攜帶式小型通信終端使用。但由於通信所需的中轉站成本太高，目前在大陸上無法普及化。正與克洛斯貝爾警察隊和遊擊士協會合作進行實地測試中。
導力網路計畫（Orbal Network Project）
由愛普斯泰恩財團研究開發的革命性情報網路計畫。
一旦成功則將使網路終端用戶間的龐大情報處理與交流成為可能。是一種超越空之軌跡中的導力通信器的情報流通系統。本來是由愛普斯泰恩財團和利貝爾的ZCF（蔡斯中央工房）共同開發。但是由於財團接受了IBC的大力金援支持，整個計畫轉移到克洛斯貝爾市來進行實地測試作為真正進入實用化的準備工作。

## 登場人物
在此只簡略介紹遊戲中可操控的登場角色，詳細人物介紹請參考：

### 主角
以下四人是本作主角群，也是最常駐的可操控角色。
羅伊德·班寧斯（Lloyd Bannings，聲優：柿原徹也）18歲
本作男主角。特務支援課中唯一擁有搜查官資格而被指派為隊長。
克洛斯貝爾出身，父母在年幼時因意外雙亡由哥哥蓋伊撫養長大。但在三年前身為優秀搜查官的蓋伊因公殉職後，便搬到國外居住。而後就讀於警官學校，在三年間取得優秀的成績並通過特考取得了搜查官的資格。現在決定要回到克洛斯貝爾，成為像哥哥一樣優秀的搜查官。
平常冷靜且知識豐富，但是一旦面對的是非法情事與危險情況，也會立刻展現出熱血性格毫不猶豫的挺身而出。
《零》後特務支援課暫時解散，前往搜查一課進修。
《碧》結束進修後，回到了到新生·特務支援課。
艾莉·麥克道爾（Elie MacDowell，聲優：遠藤綾）18歲
克洛斯貝爾市長的孫女。
曾經有著成為政治家的志願，但結束了各國留學後回到克洛斯貝爾後，因為某種原因參加了警官考試。在筆試以及射擊項目中拿到滿分而通過測驗成為警官。有關於政治與國際情勢方面的知識非常豐富。
善用談判策略和豐富的知識而成為特務支援課的參謀角色。因為市長的孫女的身分以及留學過的經歷，人面非常廣泛。
《零》後為了幫助爺爺與各國締結外交關係的出訪行程，暫時離開了特務支援課。
《碧》結束出訪行程後，回到了到新生·特務支援課。
緹歐·普拉托（Tio Plato，聲優：水橋香織）14歲
為了測試新型導力裝備「魔導杖」而從愛普斯泰恩財團前來的少女。
有著特殊的感應能力，雖然平日的言語和態度都有些冷淡，不過並不會討厭與別人接觸，只是不擅長表達情緒而已。
《零》後因為特務支援課暫時解散，回到財團進行研究工作。
《碧》因研究的關係，直到西塞姆利亞通商會議前才回到新生·特務支援課。
蘭迪·奧蘭多（Randy Orlando，聲優：三木真一郎）21歲
原警備隊員的青年。
因為某些原因被開除後，由警備隊副司令介紹到特務支援課工作。雖然自稱是因為女性問題被開除，不過實際上是在閱兵典禮中拒絕警備隊司令下令改用導力步槍的命令。
性格樂觀作風舉止隨興，言行有些輕浮；不過在特務支援課的工作上相當認真，作為隊中年紀稍長者也很會照顧人，是值得大家信賴的大哥型角色。
《零》後因為特務支援課暫時解散，前往警備隊擔任訓練教官。
《碧》結束警備隊訓練後，回到了到新生·特務支援課。

### 協力者
主角四人以外的可操控協力角色。為次要常駐角色但並非遊戲全程都可操控。

#### 零
艾絲蒂爾·布萊特（Estelle Bright，聲優：神田朱未）18歲
前作空之軌跡的女主角，利貝爾王國出身的游擊士。
為了尋找蕾恩前來克洛斯貝爾，也在游擊士協會接受當地任務。
《零》最終章與約書亞成為可操控角色，與其他協力者不同的是只有與約書亞有共同合體技。
約書亞·布萊特（Joshua Bright，聲優：齋賀觀月）18歲
前作空之軌跡的男主角，游擊士。
與艾絲蒂爾有如姊弟及情人般的關係，一同為了尋找蕾恩而造訪克洛斯貝爾。
《零》最終章與艾絲蒂爾成為可操控角色，與其他協力者不同的是只有與艾絲蒂爾有共同合體技。

#### 碧
諾艾兒·希卡（Noël Seeker，聲優：淺野真澄）18歲
被視為克洛斯貝爾警備隊的明日之星，年僅18歲即擔任警備隊上士。
《零》曾與特務支援課共同合作調查月之僧院。
《碧》為了增加自身的經驗，由警備隊新任司令推薦，暫時調職到新生·特務支援課。
瓦奇·赫密士菲亞（Łazy Hemisphere，聲優：皆川純子）17歲
舊市區不良幫派「聖書會」的領導者。擁有知性氣息的神秘美少年。
《零》協助解決了事件後，以此功績向新任市長索取了推薦信當作報酬。
《碧》以推薦信加入了新生·特務支援課，成為臨時準成員。
莉夏·毛（Rixia Mao，聲優：佐藤利奈）17歲
彩虹劇團備受期待的新人。來到克洛斯貝爾時在路上被伊莉雅相中強迫加入劇團。
《碧》的最終章加入羅伊德等人的團隊裡。
亞雷克斯·達德利（Alex Dudley，聲優：中井和哉）28歲
隸屬於克洛斯貝爾警界精英集團「搜查一課」的優秀搜查官。
與特務支援課初次見面曾以嚴厲傲慢的態度對待之；而後漸漸欣賞特務支援課的能力。
《零》曾與特務支援課共同合作調查魯巴徹商會，後提拔羅伊德前去搜查一課進修。
《碧》的序章以及最終章加入與羅伊德等人一起行動。

#### 其他
琪雅（KeA，聲優：釘宫理惠）9歲左右
羅伊德等人在黑之拍賣會上解救出來的神秘女孩，年齡看起來大約九歲。
喪失了所有的記憶。現在接受了保護與特務支援課的眾人一起生活。
《零》作為支援角色短暫的在戰鬥中登場。
賽特（Zeit，聲優：瀧下毅）
克洛斯貝爾郊外狼群的領袖。
在黑手黨的軍用犬事件中出現在羅伊德等人面前。之後出於某個理由加入了特務支援課，以警犬的身份多次協助眾人的工作。
《零》時作為緹歐的特殊技能在戰鬥中出場。
《碧》少數的篇章中成為可操控角色。
蕾恩（Renne，聲優：西原久美子）13歲
如謎團般早熟的13歲少女，為了探訪自己過去的某件事而來到了克洛斯貝爾。
《零》在特定劇情中短暫的加入了特務支援課的隊伍。
亞里歐斯·馬克萊因（Arios MacLaine，聲優：森川智之）31歲
克洛斯貝爾游擊士協會所屬，大陸最強的A級游擊士。
協會本部曾希望他接下卡西烏斯·布萊特離開後留下的S級游擊士之空缺但遭到婉拒。擁有「八葉一刀流」免許皆傳的資格，純論劍技已超越擁有劍聖之稱的卡西烏斯。
極受克洛斯貝爾市民的愛戴，被稱作「風之劍聖」。
《碧》的序章與羅伊德等人加入追捕D∴G教團最後殘黨的團隊中。
加爾西亞·羅西（García Rossi，聲優：江川央生）42歲
黑手黨魯巴徹商會的二當家。
獵兵團「西風旅團」的前部隊長，在戰場上人稱「殺戮熊」。
《碧》的斷章中短暫的幫助了羅伊德。

## 發售版本
包含Falcom開發的日本版與各方移植版本。

### 日文版
PSP版由日本遊戲公司Falcom所開發，而後移植至PS4。

PSV版由Pyramid負責移植，角川遊戲發行。
|    | 標題                        | 作業平台 | 儲存媒體 | 發行日期       | 備註                                    |
| -- | --------------------------- | -------- | -------- | -------------- | --------------------------------------- |
| 零 | 英雄傳說 零之軌跡           | PSP      | UMD      | 2010年 9月30日 | 預購特典版含廣播劇CD、主題曲專輯。      |
| 碧 | 英雄傳說 碧之軌跡           | PSP      | UMD      | 2011年 9月29日 | 預購限定版含廣播劇CD、艾利&緹歐小黏土人 |
| 零 | 英雄傳說 零之軌跡 Evolution | PSV      | NVG卡    | 2012年10月18日 | 主線劇情全語音化。                      |
| 零 | 英雄傳說 零之軌跡           | PC       | DVD      | 2013年 6月14日 | 移植中文版本改為日文版。                |
| 碧 | 英雄傳說 碧之軌跡 Evolution | PSV      | NVG卡    | 2014年 6月12日 | 主線劇情全語音化。                      |
| 零 | 英雄傳說 零之軌跡：改       | PS4      | BD       | 2020年 4月23日 | 從PSP版本重新移植，主線全語音           |
| 碧 | 英雄傳說 碧之軌跡：改       | PS4      | BD       | 2020年 5月28日 | 從PSP版本重新移植，主線全語音           |

### 中文版
個人電腦Microsoft Windows平台版本由在英特衛的極力請求下，欢乐百世決定取得代理並負責移植與進行高畫質重製。
簡體中文版由欢乐百世在中國大陸發售，而繁體中文版由英特衛在臺灣及Typhoon Games在香港發售,但在win10環境無法執行遊戲.
PSV平台中文版於2019年發售。PS4平台中文版於2020年發售。
|    | 標題                        | 作業平台 | 儲存媒體 | 發行日期                                                                 | 備註 |
| -- | --------------------------- | -------- | -------- | ------------------------------------------------------------------------ | ---- |
| 零 | 英雄傳說 零之軌跡           | PC       | DVD      | 2011年 8月28日（中國大陸） 2011年 9月 9日（香港） 2011年 9月10日（台灣） |      |
| 碧 | 英雄傳說 碧之軌跡           | PC       | DVD      | 2013年 3月28日（中國大陸） 2013年 3月29日（香港） 2013年 4月12日（台灣） |      |
| 零 | 英雄傳說 零之軌跡 Evolution | PSV      | NVG卡    | 2019年10月31日                                                           |      |
| 碧 | 英雄傳說 碧之軌跡 Evolution | PSV      | NVG卡    | 2019年10月31日                                                           |      |
| 零 | 英雄傳說 零之軌跡：改       | PS4      | BD       | 2020年 5月28日                                                           |      |
| 碧 | 英雄傳說 碧之軌跡：改       | PS4      | BD       | 2020年 6月25日                                                           |      |

### 英文版
由The GeoFront本地化，PH3高清化，NIS America發行。
|    | 標題              | 作業平台 | 儲存媒體 | 發行日期      | 備註 |
| -- | ----------------- | -------- | -------- | ------------- | --- |
| 零 | 英雄傳說 零之軌跡 | Switch   | 卡带     | 2022年9月27日 | 从《零之轨迹 改》重制而来，画面全高清化，加入动态光影等特效，加入对话记录、高速模式等便捷功能。                           |
| 碧 | 英雄傳說 碧之軌跡 | Switch   | 卡带     | 2023年3月15日 | 从《碧之轨迹 改》重制而来，画面全高清化，加入动态光影等特效，加入对话记录、高速模式等便捷功能。                           |
| 零 | 英雄傳說 零之軌跡 | PS4      | BD       | 2022年9月27日 | 从《零之轨迹 改》重制而来，画面全高清化，加入动态光影等特效，加入对话记录、高速模式等便捷功能。                           |
| 碧 | 英雄傳說 碧之軌跡 | PS4      | BD       | 2023年3月15日 | 从《碧之轨迹 改》重制而来，画面全高清化，加入动态光影等特效，加入对话记录、高速模式等便捷功能。                           |
| 零 | 英雄傳說 零之軌跡 | PC       | 数字版   | 2022年9月27日 | 从《零之轨迹 改》重制而来，画面全高清化，加入动态光影等特效，加入对话记录、高速模式等便捷功能，画面最高可调至2160P240帧。 |
| 碧 | 英雄傳說 碧之軌跡 | PC       | 数字版   | 2023年3月15日 | 从《碧之轨迹 改》重制而来，画面全高清化，加入动态光影等特效，加入对话记录、高速模式等便捷功能，画面最高可调至2160P240帧。 |

## 主題曲
| 遊戲               | OP／ED | 曲名                 | 主唱       | 作詞       | 作曲                  | 編曲       | 演奏                                       |
| ------------------ | ------ | -------------------- | ---------- | ---------- | --------------------- | ---------- | ------------------------------------------ |
| 零之軌跡           | OP     | way of life          | 小寺可南子 | 一二三恭   | Falcom Sound Team jdk | 神藤由東大 | 吉他：寺前甲、Bass：榎本敦、鼓：畑中誇太朗 |
| 碧之軌跡           | OP     | 碧い軌跡             | 小寺可南子 | 一二三恭   | Falcom Sound Team jdk | 神藤由東大 | 吉他：寺前甲、Bass：榎本敦                 |
| 零之軌跡 Evolution | ED     | セルリアンブルーの恋 | 小寺可南子 | 一二三恭   | Falcom Sound Team jdk | 神藤由東大 |                                            |
| 碧之軌跡 Evolution | OP     | 碧き願い             | 佐坂めぐみ | 佐坂めぐみ | 佐坂めぐみ            | 佐坂めぐみ | 佐坂めぐみ                                 |

## 週邊企劃

### 音樂專輯(OST)
- 「碧い軌跡」只在 iTunes Store 上販售。其他皆為CD專輯。

| 專輯標題 | 編號       | 發售日         | 備註                                       | 出處          |
| -------- | ---------- | -------------- | ------------------------------------------ | ------------- |
| 日语：   |            | 2010年 9月30日 | 預約特典。依據發售通路的不同共有五種版本。 | [ 41 ] [ 42 ] |
| 日语：   | NW10102870 | 2010年12月16日 |                                            | [ 43 ]        |
| 日语：   | NW10102880 | 2011年 2月18日 |                                            | [ 44 ]        |
| 日语：   |            | 2011年 7月25日 | 只在iTunes Store上販售                     | [ 45 ] [ 46 ] |
| 日语：   |            | 2011年 9月29日 | 店家特典，共有四種版本。                   | [ 47 ]        |
| 日语：   | NW10102680 | 2011年12月10日 |                                            | [ 48 ]        |

### 廣播劇CD
英雄傳説 零之軌跡 前傳 -審判的指環-
2010年12月18日發售
同名漫畫的廣播劇化。
與空之軌跡系列廣播劇「英雄傳說 空之軌跡 奧利維爾物語 〜未完成的敘事詩〜」限量組合發售過。
英雄傳説 零之軌跡～光與影毗鄰的街道(光與影共存的城市)～
2010年9月30日，與《零》遊戲限定版同組發售。
《零》序章的廣播劇化。
英雄傳説 碧之軌跡 延續至未來的道路
2011年9月29日，與「碧之軌跡」遊戲限定版同組發售。
描述從《零》到《碧》的時間內特務支援課眾人的故事。
支援課VS萬丈ー 碧之喜劇
2011年9月29日發售的《碧》限定預約特典。
零之軌跡 第一章 ～神狼們的午後～
2011年12月14日發售
零之軌跡 蕾恩物語 〜擁抱陽光的溫暖〜
2011年12月14日發售
零之軌跡 第二章 金之太陽、銀之月
2012年 9月16日發售
零之軌跡 第三章 克洛斯貝爾創立紀念慶典
2012年 9月16日發售
零之軌跡 第四章 悄然襲來的睿智
2013年 3月27日發售
零之軌跡 終章 克洛斯貝爾最漫長的一日
2013年 3月27日發售

### 漫畫
英雄傳説 零之軌跡 前傳 -審判的指環-
空之軌跡兩位主角前往克洛斯貝爾之前的故事。
作者為英雄傳說VI 空之軌跡漫畫版的啄木鳥真紀。
英雄傳説 零之軌跡
《零》的漫畫化作品。作者為島草あろう。

### 小說
英雄傳說 零之軌跡 四人的命運
在電子書籍「月刊FALCOM MAGAZINE」上連載。
作者是軌跡系列廣播劇劇本主筆田沢大典。小說插圖由松竜擔當。
英雄傳說 零之軌跡(1) 金之太陽、銀之月
英雄傳說 零之軌跡(2) 拍賣會的少女
英雄傳說 零之軌跡(3) 克洛斯貝爾最漫長的一日
作者市川丈夫。小說插圖由榎波克己擔當。
英雄傳說 零之軌跡 午後紅茶加點糖
英雄傳說 碧之軌跡 何時與你度茶會
作者村崎幸也。小說插圖由窪茶擔當。

### 網路廣播
緹歐的Falcom Radio 真麻煩…但是會努力的
2011年10月7日開始在網路放送。節目內容以軌跡系列的各種討論及為主。

由水橋香織與歌手小寺可南子作為主持人。

## 關連項目
- Falcom
- 英雄傳說系列
- 軌跡系列
- 英雄傳說VI 空之軌跡（FC - SC - the 3rd）
- 英雄傳說 閃之軌跡

## 外部連結
- （日語）英雄傳說 零之軌跡 官方網站 （页面存档备份，存于）
- （日語）英雄傳說 碧之軌跡 官方網站 （页面存档备份，存于）
- （日語）英雄傳說 零之軌跡 Evolution 官方網站 （页面存档备份，存于）
- （日語）英雄傳說 碧之軌跡 Evolution 官方網站 （页面存档备份，存于）
- （简体中文）英雄傳說 零之軌跡 大陸官方網站
- （简体中文）英雄傳說 碧之軌跡 大陸官方網站